# Minuskel 94
Minuskel 94 (in der Nummerierung nach Gregory-Aland), O31 (von Soden) ist eine griechische Minuskelhandschrift des Neuen Testaments auf 328 Pergament- und Papierblättern (24,3 × 18 cm). Mittels Paläographie wurde das Manuskript auf das 12. und 13. Jahrhundert datiert. Die Handschrift ist vollständig.

## Beschreibung
Die Handschrift enthält den Text des Neuen Testaments außer den Evangelien. Die Reihenfolge der Bücher ist: Apostelgeschichte, Katholische Briefe, Paulusbriefe (Hebräerbrief, 1 Timotheus) und Offenbarung des Johannes.
Er wurde einspaltig mit je 22 Zeilen geschrieben (38 Zeilen für Kommentar). Die Handschrift enthält scholia auf Apostelgeschichte und Briefen, Prolegomena zu den Paulusbriefen und Andreas’ Kommentar zur Apokalypse.

## Text
Kurt Aland ordnete den griechischen Text des Kodex in Kategorie III ein; „die Paulinen und die Apokalypse liegen jedoch eindeutig darunter“. Gemäß David Alan Black repräsentiert er den Alexandrinischen Texttyp in der Apokalypse.

## Geschichte
Die Handschrift wurde von Pierre Séguier (1588–1672) erworben.
Sie wurde durch Bernard de Montfaucon, Johann Jakob Wettstein, und Henri Omont untersucht. Herman C. Hoskier kollationierte den Text der Apokalypse.
Der Kodex befindet sich in der Bibliothèque nationale de France (Coislin Gr. 202.2) in Paris.